# Кастринии
Кастриниите или Кастронииите (gens Castrinia или Castronia) са фамилия от Древен Рим.
Познат член на фамилията е Луций Кастриний Пет, който е споменат в писмо на Марк Целий Руф до Цицерон през 51 пр.н.е. Вероятно е същият Луций Кастриний Пет, който е на важна позиция в Лука и Цицерон го изпраща при Брут през 46 пр.н.е. 